# Phùng Thị Chính
Phùng Thị Chính fue una noble vietnamita que luchó junto a las Trưng para repeler a los invasores de la dinastía Han de Vietnam en el año 43 d. C. En ese momento estaba embarazada y se encargó de proteger el flanco central. La leyenda dice que dio a luz en el frente y que llevaba a su recién nacido en un brazo y una espada en el otro mientras luchaba para abrir las filas del enemigo.